# Papisme
Le papisme est un terme péjoratif historiquement utilisé par les chrétiens protestants et orthodoxes pour désigner les catholiques. Contrairement à ces derniers, les protestants ne reconnaissent pas l'autorité du pape dans le domaine doctrinal et liturgique.  

## Historique
Du XVIe siècle au XIXe siècle, les polémistes protestants ont recours à ce terme pour affirmer que le pape est un tyran et que les catholiques romains le vénèrent. Ils font aussi des allusions aux rituels et aux apparats catholiques que les protestants voient comme excessifs, car la Bible n'en fait pas mention.
Le terme « papiste » a servi des buts politiques à plusieurs reprises. En 1678, prétendant un faux complot papiste, le Britannique Titus Oates s'oppose à l'intronisation de Jacques II d’Angleterre, fervent catholique dans une Angleterre protestante.
Cet argument est aussi invoqué en 1756 pour refuser l'installation de déportés acadiens en Caroline du Nord.